# Rubus costaricanus
Rubus costaricanus là loài thực vật có hoa trong họ Hoa hồng. Loài này được Liebm. miêu tả khoa học đầu tiên năm 1853.